# 国際連合安全保障理事会決議1800
国際連合安全保障理事会決議1800（こくさいれんごうあんぜんほしょうりじかいけつぎ1800 英語: United Nations Security Council Resolution 1800）は、2008年2月20日に国際連合安全保障理事会において全会一致で採択された決議。

## 決議
旧ユーゴスラビア国際戦犯法廷ができるだけ早く追加の審理を実施し、審理終了戦略を達成させることを可能にするために本日、国際連合安全保障理事会は法廷の規則にある12名以上の裁判官を任命する許可を与えることとした。
決議1800（2008年）は全会一致で採択され、国際連合憲章第7章に基づき、国際連合安全保障理事会は国際連合事務総長が従来の要員の範囲内において追加の訴訟代理人の裁判官を指名できることを決定した。それでも時に応じて法廷規則に定められた12人を超えることもある。どの時点においても訴訟代理人裁判官の人数が16人を超えることがあってはならず、2008年12月31日までに最大12人とする。